# Novofedorivka, Bratske
Novofedorivka (în ucraineană Новофедорівка) este un sat în comuna Hannivka din raionul Bratske, regiunea Mîkolaiiv, Ucraina.

## Demografie
Componența lingvistică a localității Novofedorivka
     Ucraineană (64,71%)
     Română (35,29%)
Conform recensământului din 2001, majoritatea populației localității Novofedorivka era vorbitoare de ucraineană (64,71%), existând în minoritate și vorbitori de română (35,29%).